# Лаго, Алисия дель
Алисия дель Лаго (исп. Alicia del Lago) (11 января 1935, Пацкуаро, Мичоакан, Мексика — 13 июля 2015, Мехико, Мексика) — выдающаяся (исп. una gran) мексиканская актриса, актриса «Золотого века мексиканского кинематографа».

## Биография
Родилась 11 января 1935 года в Пацкуаро. В мексиканском кинематографе дебютировала в 1953 году и с тех пор снялась в 66 работах в кино и телесериалах. Дважды была номинирована на премию Ariel Awards, однако эти попытки не увенчались успехом. Актриса являлась почётным членом мексиканском академии киноискусств и наук.
Скончалась 13 июля 2015 года в Мехико.

## Фильмография

### Художественные фильмы
- La niña en la piedra (2006)
- Piedras verdes (2001)
- La revancha (1995)
- My family (1995)
- La orilla de la tierra (1994)
- Un año perdido (1993)
- Se equivocó la cigüeña (1993)
- El triste juego del amor (1993)
- Hay para todos (1992)
- Otoñal (1992)
- Serpientes y escaleras (1991)
- La rata (1991)
- Gertrudis (1991)
- Triste recuerdo (1990)
- Gringo viejo (1988)
- El Norte (1983)
- El rediezcubrimiento de México (1979)
- The Children of Sánchez (1978)
- Cananea (1977)
- El encuentro (1976)
- Preferencias (1976)
- Quintín (1976)
- El encuentro (1975)
- Canoa (1975)
- Aventuras de un caballo blanco y un niño (1975)
- El valle de los miserables (1974)
- Once Upon a Scoundrel (1974)
- La casa del sur (1974)
- Nosotros los feos (1973)
- Pobre, pero honrada! (1973)
- Entre pobretones y ricachones (1973)
- Tonta, tonta pero no tanto (1971)
- Los recuerdos del porvenir (1968)
- El amor de María Isabel (1968)
- La soldadera (1966)
- El hombre de papel (1963)
- La bandida (1962)
- El fusilamiento (1962)
- ¡Viva la soldadera! (1960)
- Macario (1960)

#### Фильмы эпохи «Золотого века мексиканского кинематографа»
- La Cucaracha (1959)
- Pueblo en armas (1959)
- Sierra Barón (1958)
- The Bravados (1958)
- Zonga, el ángel diabólico (1958)
- Aquí está Heraclio Bernal (1958)
- Los salvajes (1958)
- Tizoc: Amor indio (1956)
- La mort en ce jardin (1956)
- Pablo y Carolina (1955)
- Raíces (1955)

### Теленовеллы
- Heridas de amor (2006) .... Natividad "Nati"
- Истинная любовь (2003) .... Higinia
- Ramona (2000) .... Sofía
- Pueblo chico, infierno grande (1997) .... Partera
- Desencuentro (1997)
- Gente bien (1997) .... Conchita
- La sombra del otro (1996) .... Empleada de los Tavernier
- Tú y yo (1996) .... María Jacinta Gómez
- Марисоль (1996) .... Cleotilde
- Маримар (1994) .... Crescencia
- Corazón salvaje (1993)
- Mi pequeña Soledad (1990) .... Pura
- Honrarás a los tuyos (1979) .... Clara
- Doménica Montero (1978) .... Nicolasa

### Многосезонные ситкомы
- Женщина, случаи из реальной жизни (1985-2007; снялась в 2003 году)
- Madame le consul (1997) .... Una carmelita
- Hora marcada (1990) .... Portera
- Juan José (1974)